# Euthalia laverna
Euthalia laverna är en fjärilsart som beskrevs av Butler 1870. Euthalia laverna ingår i släktet Euthalia och familjen praktfjärilar. Inga underarter finns listade i Catalogue of Life.